# Sales, São Paulo
Sales là một đô thị ở bang São Paulo của Brasil. Đô thị này nằm ở vĩ độ 21°20'28" độ vĩ nam và kinh độ 49°29'07" độ vĩ tây, trên khu vực có độ cao 448 m. Dân số năm 2007 ước khoảng 5.025 người. Đô thị này có diện tích 309,57 km².

## Thông tin nhân khẩu
Dữ liệu dân số theo điều tra dân số năm 2000
Tổng dân số: 4.563
- Urbana: 3.559
- Rural: 1.004
- Homens: 2.319
- Mulheres: 2.244

Mật độ dân số (người/km²): 14,78
Tỷ lệ tử vong trẻ sơ sinh dưới 1 tuổi (trên một triệu người): 11,75
Tuổi thọ bình quân (tuổi): 73,58
Tỷ lệ sinh (số trẻ trên mỗi bà mẹ): 1,90
Tỷ lệ biết đọc biết viết: 86,70%
Chỉ số phát triển con người (HDI-M): 0,770
- Chỉ số phát triển con người - Thu nhập: 0,677
- Chỉ số phát triển con người - Tuổi thọ: 0,810
- Chỉ số phát triển con người - Giáo dục: 0,824

(Nguồn: IPEADATA)

### Sông ngòi
- Sông Tietê

### Các xa lộ
- SP-304
- SP-379